# Justin St. Clair
Justin St. Clair (ur. 17 maja 1979) – amerykański lekkoatleta specjalizujący się w rzucie oszczepem.
Wicemistrz strefy NACAC do lat 25 z 2002 roku. W 2007 roku został złotym medalistą mistrzostw NACAC oraz był siódmy na igrzyskach panamerykańskich. 
Rekord życiowy: 77,85 (1 maja 2004, Boise).

## Osiągnięcia
| Rok  | Impreza                  | Miejsce        | Pozycja    | Wynik |
| ---- | ------------------------ | -------------- | ---------- | ----- |
| 2002 | Mistrzostwa NACAC U-25   | San Antonio    | 2. miejsce | 67,31 |
| 2007 | Mistrzostwa NACAC        | San Salvador   | 1. miejsce | 73,16 |
| 2007 | Igrzyska panamerykańskie | Rio de Janeiro | 7. miejsce | 68,48 |